# Tevfikiye, Ayancık
Tevfikiye là một xã thuộc huyện Ayancık, tỉnh Sinop, Thổ Nhĩ Kỳ. Dân số thời điểm năm 2011 là 90 người.